# Mike McDonald (Pokerspieler)
Michael „Mike“ McDonald (* 11. September 1989 in Waterloo, Ontario) ist ein professioneller kanadischer Pokerspieler.
McDonald hat sich mit Poker bei Live-Turnieren knapp 13,5 Millionen US-Dollar erspielt. Er gewann bei der European Poker Tour 2008 in Dortmund das Main Event und 2015 auf Malta das High Roller.

## Persönliches
McDonald absolvierte ein Mathematikstudium an der University of Waterloo.

## Pokerkarriere

### Werdegang
McDonald kam während seines Studiums zum Pokern. Er spielt online unter den Nicknames Tîmex (PokerStars), Mike McDonald (Full Tilt Poker), TlMEX (partypoker), MikeMcDonald89 (TitanPoker) und timex_ (Absolute Poker). Dabei hat er Turniergewinne von über 3 Millionen US-Dollar aufzuweisen. Sein höchstes Online-Preisgeld gewann der Kanadier Mitte April 2014, als er beim Main Event der Full Tilt Online Poker Series den mit 200.000 US-Dollar dotierten dritten Platz belegte.
McDonald spielte an seinem 18. Geburtstag mit dem Main Event der World Series of Poker Europe in London sein erstes Live-Turnier, konnte sich jedoch nicht in den Geldrängen platzieren. Im Januar 2008 gewann er im Alter von 18 Jahren und damit als bis heute jüngster Spieler das Main Event der European Poker Tour (EPT). Dabei setzte er sich in Dortmund gegen 410 andere Spieler durch und erhielt eine Siegprämie von 933.600 Euro. Mitte März 2009 saß der Kanadier erneut am Finaltisch des EPT-Main-Events in Dortmund wurde Fünfter für 197.000 Euro. Im Januar 2010 landete er beim EPT-Main-Event in Deauville auf dem dritten Platz für knapp 300.000 Euro Preisgeld. Im Juni 2011 war er erstmals bei der World Series of Poker im Rio All-Suite Hotel and Casino am Las Vegas Strip erfolgreich und kam bei zwei Turnieren der Variante No Limit Hold’em in die Geldränge. Anfang September 2011 gewann McDonald das Main Event der Epic Poker League mit einer Siegprämie von knapp 800.000 US-Dollar. Im August 2012 belegte er beim EPT Super High Roller in Barcelona den fünften Rang und erhielt dafür rund 215.000 Euro. Beim gleichen Turnier wurde er im Jahr darauf Vierter für knapp 270.000 Euro. Mitte November 2013 wurde er beim Alpha8-Event auf St. Kitts ebenfalls Dritter und erhielt mehr als 430.000 US-Dollar. Im Januar 2014 erreichte der Kanadier beim Main Event des PokerStars Caribbean Adventures auf den Bahamas den Finaltisch und erhielt für seinen zweiten Platz hinter Dominik Pańka mehr als eine Million US-Dollar Preisgeld. Im Februar 2014 spielte McDonald bei der Aussie Millions Poker Championship in Melbourne teil und erreichte sowohl bei der A$100.000 Challenge als auch der A$250.000 Challenge den Finaltisch für Preisgelder von 3,4 Millionen Australischen Dollar. Im Jahr darauf saß er erneut am Finaltisch der A$250.000 Challenge und wurde Zweiter, was ihm knapp 1,6 Millionen Australische Dollar einbrachte. Ende Oktober 2015 gewann der Kanadier das High Roller der European Poker Tour auf Malta mit einer Siegprämie von rund 500.000 Euro. Anfang Januar 2016 belegte er bei einem Event der Triton Poker Series in Parañaque City den achten Platz und erhielt mehr als 350.000 US-Dollar. Von April bis Dezember 2016 spielte der Kanadier als Teil der Montreal Nationals in der Global Poker League und gewann mit seinem Team den Titel. Im Januar 2017 veröffentlichte er die Website PokerShares, auf der man auf Pokerspieler wetten kann. Im Mai 2017 gewann McDonald das High Roller der partypoker Millions in Kahnawake mit einem Hauptpreis von 200.000 Kanadischen Dollar.

### Preisgeldübersicht
| Jahr      | Preisgeld (in $) | Turniersiege |
| --------- | ---------------- | ------------ |
| 2007      | 29.599           | 0            |
| 2008      | 1.493.110        | 2            |
| 2009      | 536.962          | 0            |
| 2010      | 660.014          | 1            |
| 2011      | 1.296.004        | 1            |
| 2012      | 539.283          | 0            |
| 2013      | 1.112.203        | 0            |
| 2014      | 4.423.442        | 0            |
| 2015      | 2.427.532        | 1            |
| 2016      | 544.361          | 0            |
| 2017      | 205.176          | 1            |
| 2018      | 0                | 0            |
| 2019      | 46.504           | 0            |
| 2020–2021 | 0                | 0            |
| 2022      | 78.250           | 0            |
| 2023      | 0                | 0            |
| gesamt    | 13.392.440       | 6            |